# Ardenna
Az Ardenna a madarak (Aves) osztályának a viharmadár-alakúak (Procellariiformes) rendjébe, ezen belül a viharmadárfélék (Procellariidae) családjába tartozó nem.

## Rendszertani besorolásuk
Az idetartozó fajokat, korábban a Puffinus madárneven belül az úgynevezett Neonectris csoportba, azaz a nagyméretű fajokat összefoglaló csoportba sorolták. Azonban, miután megvizsgálták a mitokondriális DNS-üket, célszerű lett megalkotni nekik a saját madárnemüket. A kiválasztott taxonnév az Ardenna lett, melyet 1853-ban, Heinrich Gottlieb Ludwig Reichenbach német botanikus és ornitológus használt először, bár ő sem a megalkotója. Az „Ardenna” szót 1603-ban, az olasz Ulisse Aldrovandus nevű természettudós alkotta meg.

## Rendszerezés
A nembe az alábbi mely 7 élő fajt és 5 fosszilis faj tartozik:
- Buller-vészmadár (Ardenna bulleri) (Salvin, 1888)[7]
- barna vészmadár (Ardenna carneipes) (Gould, 1844)[8]
- rózsaszínlábú vészmadár (Ardenna creatopus) (Coues, 1864)[9]
- nagy vészmadár (Ardenna gravis) (O'Reilly, 1818)[10]
- szürke vészmadár (Ardenna grisea) (Gmelin, 1789)[11]
- ékfarkú viharmadár (Ardenna pacifica) (Gmelin, 1789)[12]
- vékonycsőrű vészmadár (Ardenna tenuirostris) (Temminck, 1835)[13]

### Fosszilis fajok
A fenti 7 élő faj mellett, ebbe a nembe az alábbi 5 fosszilis faj is idesorolódott:
- †Puffinus conradi - kora miocén; Calvert megye, Maryland
- †Puffinus cf. tenuirostris - késő miocén - kora pliocén; Lee Creek Mine, USA
- †Puffinus sp. 1 - késő miocén - kora pliocén; Lee Creek Mine, USA
- †Puffinus sp. 2 - késő miocén - kora pliocén; Lee Creek Mine, USA
- †Puffinus pacificoides Olson, 1975[14] - pleisztocén; Szent Ilona-sziget

## Fordítás
- Ez a szócikk részben vagy egészben  az   Ardenna című angol Wikipédia-szócikk ezen változatának fordításán alapul.  Az eredeti cikk szerkesztőit annak laptörténete sorolja fel. Ez a jelzés csupán a megfogalmazás eredetét és a szerzői jogokat jelzi, nem szolgál a cikkben szereplő információk forrásmegjelöléseként.